# 鹘离底
鹘离底（?—?），辽国（契丹）大臣。契丹人。辽太宗时南府宰相。
天显十一年（936年）鹘离底以南府宰相从太宗南下帮助石敬瑭攻后唐。九月，战于太原西北，因临阵怯退，与奚族监军寅你已、将军陪阿遭太宗责备。闰十一月，鹘离底奉命与南宰相解领、奚族监军寅你已、将军陪阿等北还。会同元年（938年）七月丁卯，辽太宗派遣鹘离底出使后晋，梅里了古出使南唐。